# 21 Dywizja Piechoty Górskiej

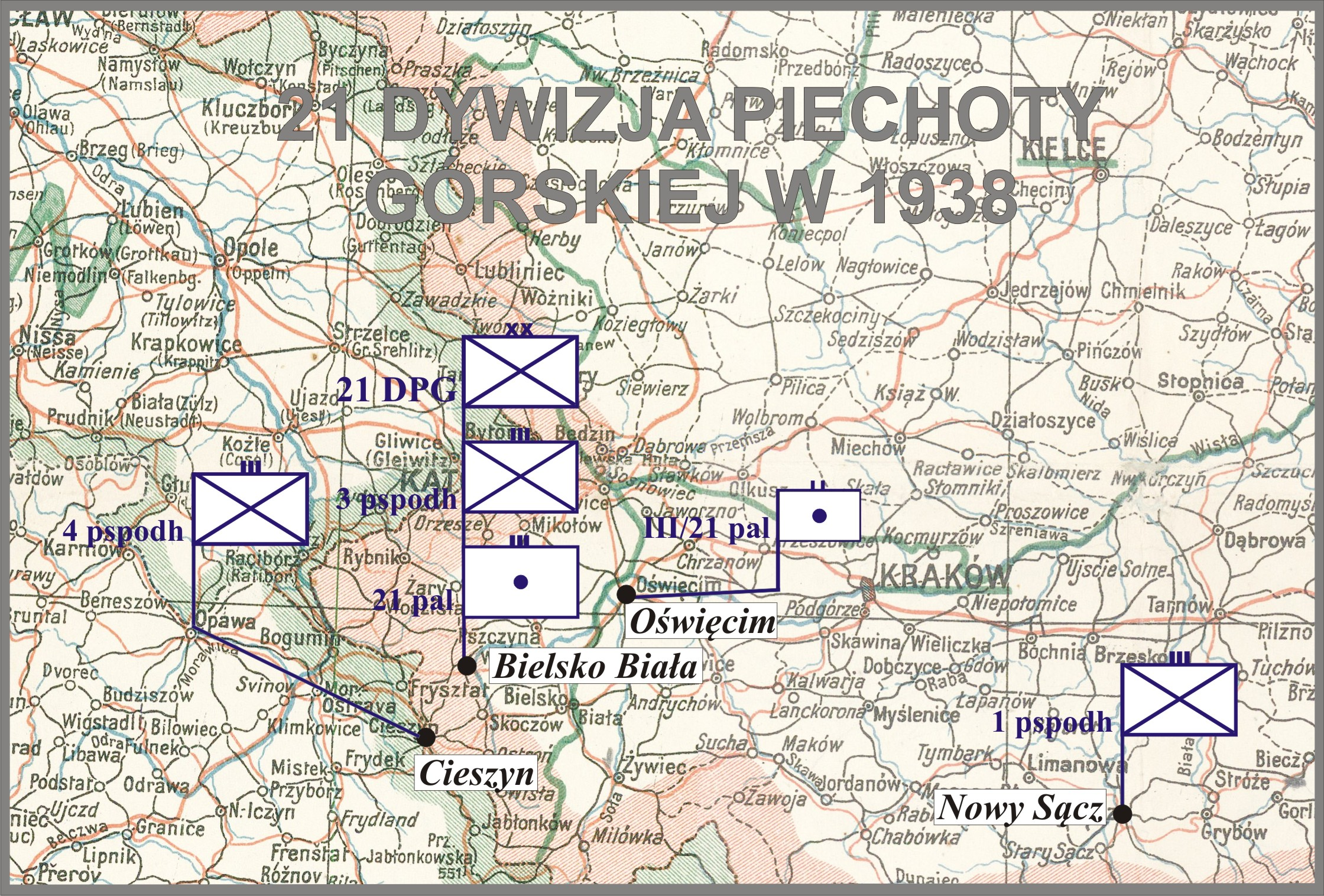
21 DPG w 1938

21 Dywizja Piechoty Górskiej (21 DPG) – wielka jednostka piechoty Wojska Polskiego II RP.
W okresie  międzywojennym dowództwo 21 DPG stacjonowało w Bielsku-Białej. W jej skład w 1923 wchodziły: 1 pspodh, 3 pspodh i 4 pspodh.

W czasie kampanii wrześniowej dywizja walczyła w składzie Armii „Kraków”. W pierwszych dniach wojny broniła Śląska Cieszyńskiego od zachodu. Poniosła duże straty pod Radłowem i Biskupicami. Po skoncentrowaniu się nad Sanem ruszyła na odsiecz Lwowa, została częściowo zniszczona w bitwie pod Dzikowem.

## Okres międzywojenny
Podczas wojny polsko-bolszewickiej, 9 lutego 1920, na bazie Brygady Górskiej została sformowana Dywizja Górska. Jej dowódcą został płk Andrzej Galica, a szefem sztabu kpt. Rudolf Kawiński. W jej skład weszły: I Brygada Górska – dowódca płk Stanisław Wróblewski (1 i 2 pułk strzelców podhalańskich), II Brygada Górska – dowódca płk Wacław Fara (3 i 4 pułk strzelców podhalańskich), Brygada Artylerii – dowódca płk Józef Plisowski (21 pułk artylerii polowej, 1 pułk artylerii górskiej i 21 dywizjon artylerii ciężkiej), II dywizjon 3 pułku strzelców konnych, 1 i 2 kompania XXI batalionu saperów, górska kompania telegraficzna i 12 kolumna taborowa.
10 sierpnia 1920 Dywizja Górska została przemianowana na 21 Dywizję Piechoty. Jej dowódcą pozostał gen. ppor. Andrzej Galica. Skład: XLI Brygada Piechoty – dowódca płk S. Wróblewski (1 i 2 pułk strzelców podhalańskich), XLII Brygada Piechoty – dowódca płk W. Fara (3 i 4 pułk strzelców podhalańskich), Artyleria Dywizji – dowódca płk J. Plisowski (1 pułk artylerii górskiej i I dywizjon 21 pułku artylerii polowej), II dywizjon 3 pułku strzelców konnych, 3 kompania XXI batalionu saperów.
Przy przejściu na etat pokojowy na bazie 21 DP sformowano:
- 1 Dywizję Górską (1, 3, 4 psph, 1 pag),
- 2 Dywizję Górską (2, 5, 6 psph, 2 pag).

Z dniem 1 marca 1925 Minister Spraw Wojskowych przemianował 1 Dywizję Górską na 21 Dywizję Piechoty, 14 kwietnia 1925 zaś zmienił poprzedni rozkaz, ustalając nazwę dywizji na 21 Dywizja Piechoty Górskiej
Dowództwo 21 DPG stacjonowało w Bielsku, a jej oddziały m.in. w Nowym Sączu, Bielsku, Białej, Cieszynie, Krakowie, a tuż przed wybuchem wojny – również w Boguminie.
Na początku października 1938 dywizja uczestniczyła w operacji zajęcia Zaolzia.

## Obsada personalna Dowództwa DG/21 DP/1 DG/21 DPG w latach 1920-1939
Dowódcy dywizji
- płk/gen. bryg. Andrzej Galica (5 II 1920 – 20 VIII 1926)
- gen. bryg. Wacław Przeździecki (21 VIII 1926 – 12 X 1935)
- gen. bryg. Józef Kustroń (31 X 1935 – 16 IX 1939)

Dowódcy piechoty dywizyjnej
- płk piech. Leon Krakówka (1921 – III 1927)
- płk dypl. Tadeusz Malinowski (III 1927 – I 1930)
- płk piech. Alojzy Wir-Konas (I 1930 – VIII 1939)

Szefowie sztabu
- kpt. Rudolf Kawiński (1920 – 1921)
- ppłk SG Ludwik de Laveaux (1922 – XI 1926[12])
- mjr SG Roman Saloni (XI 1926[12] – XI 1928[13])
- mjr dypl. piech. dr Aleksander Patejdl (XI 1928 – VI 1930)
- mjr dypl. Tomasz Kazimierz Rybotycki (VI 1930 – X 1932)
- ppłk dypl. Jan Kruk-Śmigla (1 XI 1932 – 30 IX 1933)
- ppłk dypl. Bronisław Warzybok (1 X 1933 – 1 XI 1934)
- mjr dypl. Józef Matecki (1 XI 1934 – 1936)
- mjr / ppłk dypl. piech. Zygmunt Pawłowicz (V 1936 – IX 1939)

## 21 DPG w kampanii wrześniowej 1939

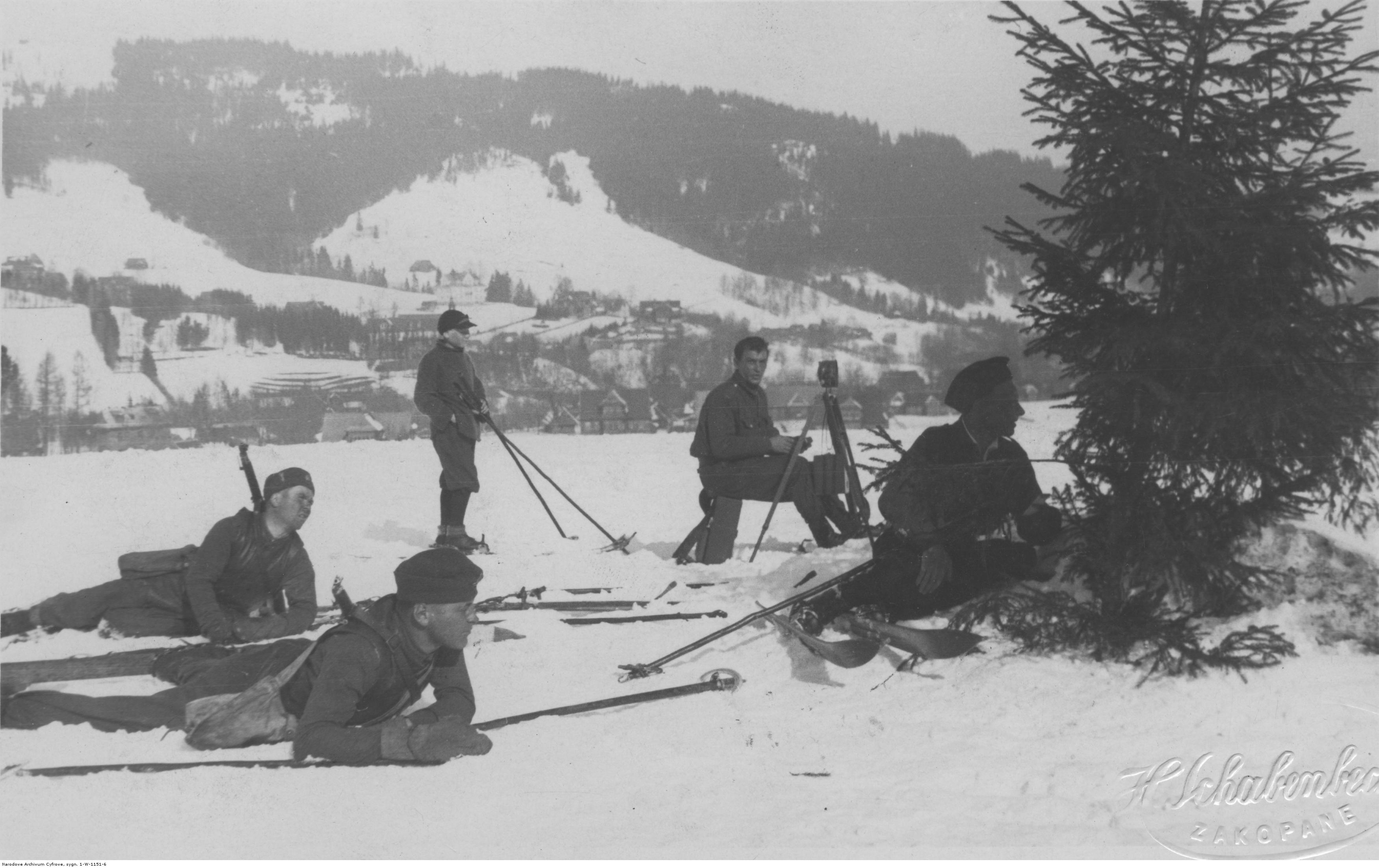
Szkoła wysokogórska przy 21 DP w Zakopanem - stacja optyczna

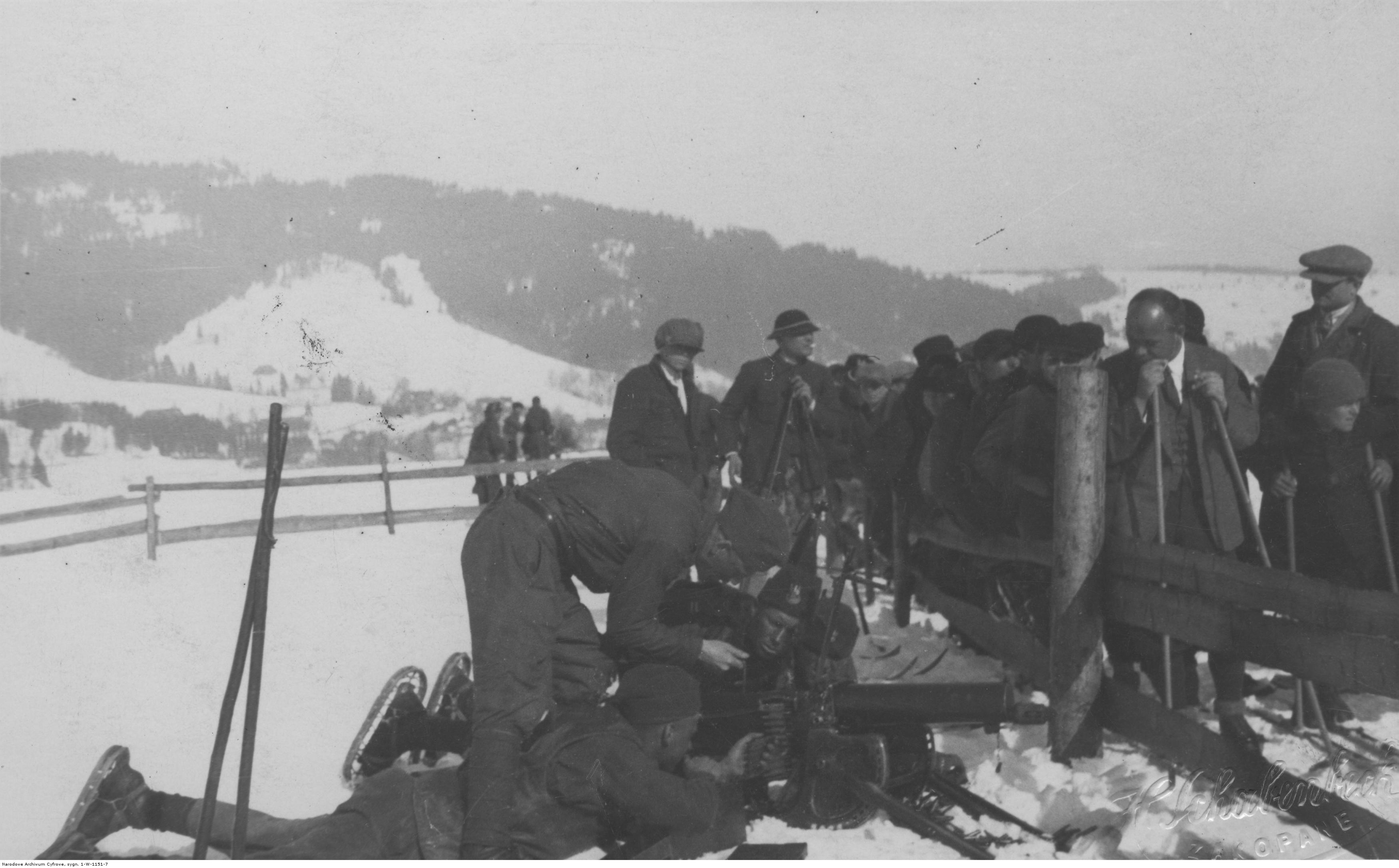
Szkoła wysokogórska przy 21 DP w Zakopanem. Żołnierze przy 7,92 mm ckm Maxim wz. 08; luty 1928

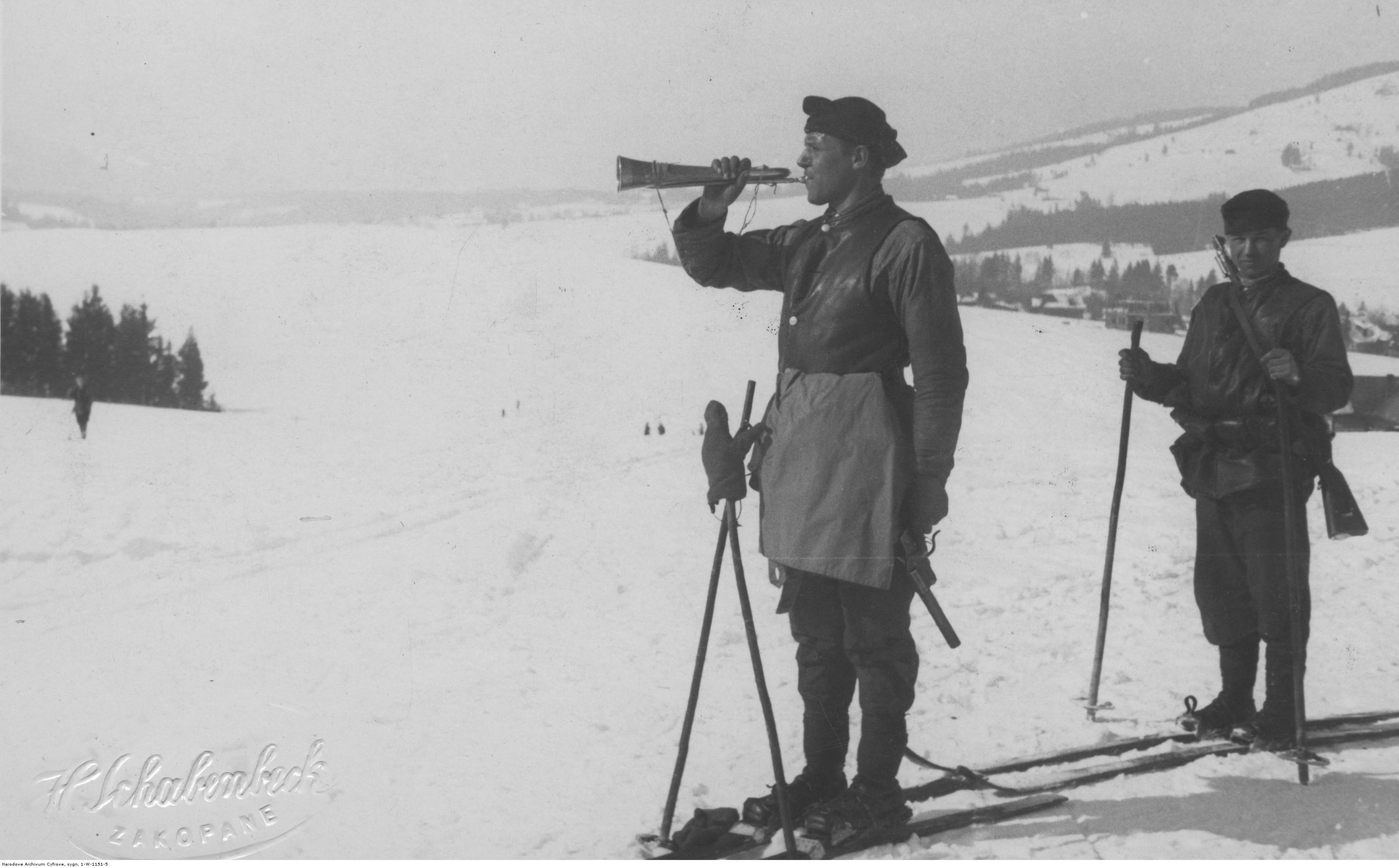
Szkoła wysokogórska przy 21 DP w Zakopanem - dawanie trąbką sygnału zakończenia ćwiczeń

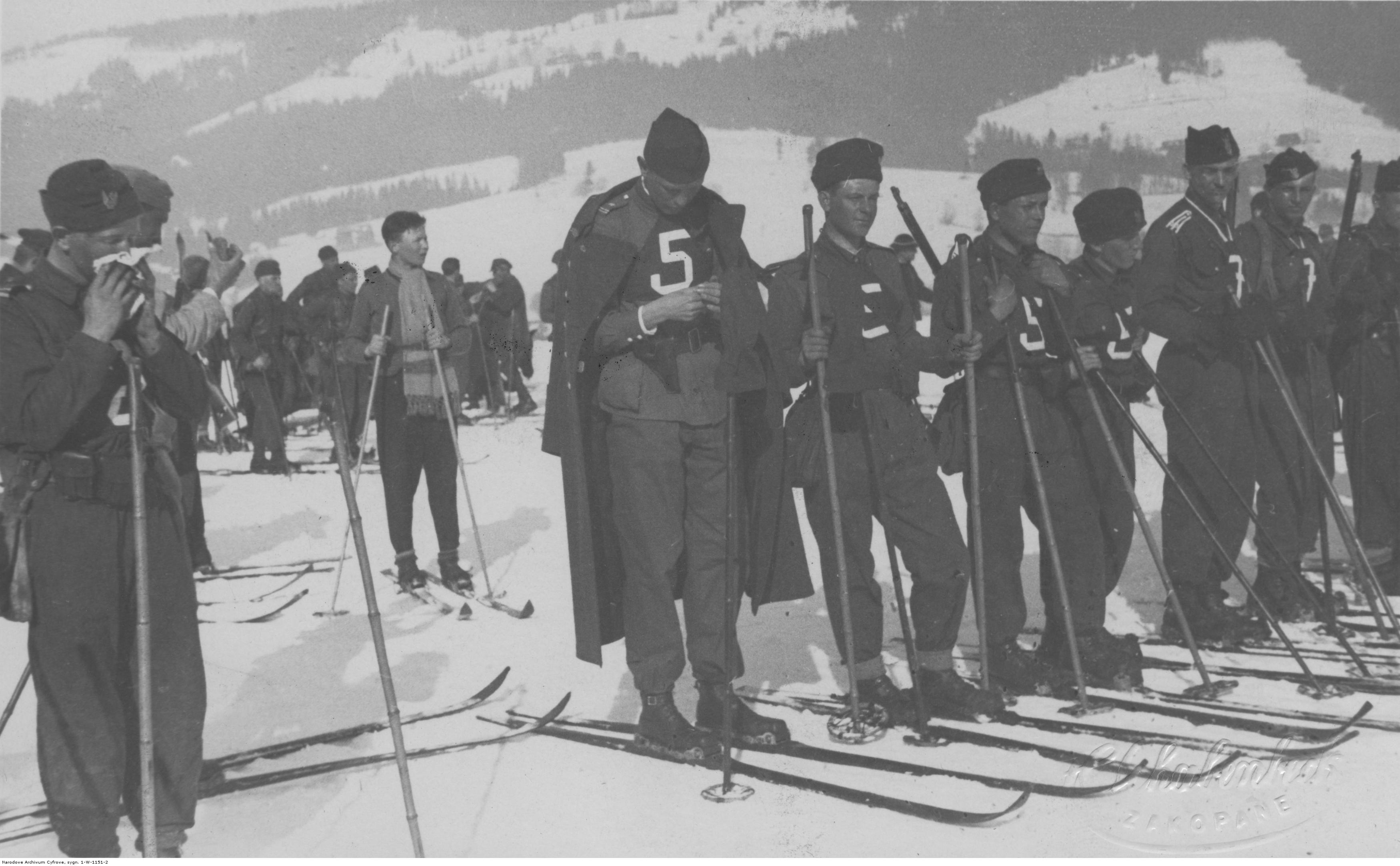
Szkoła wysokogórska przy 21 DP w Zakopanem - zawody dywizyjne - bieg patroli na nartach; marzec 1928

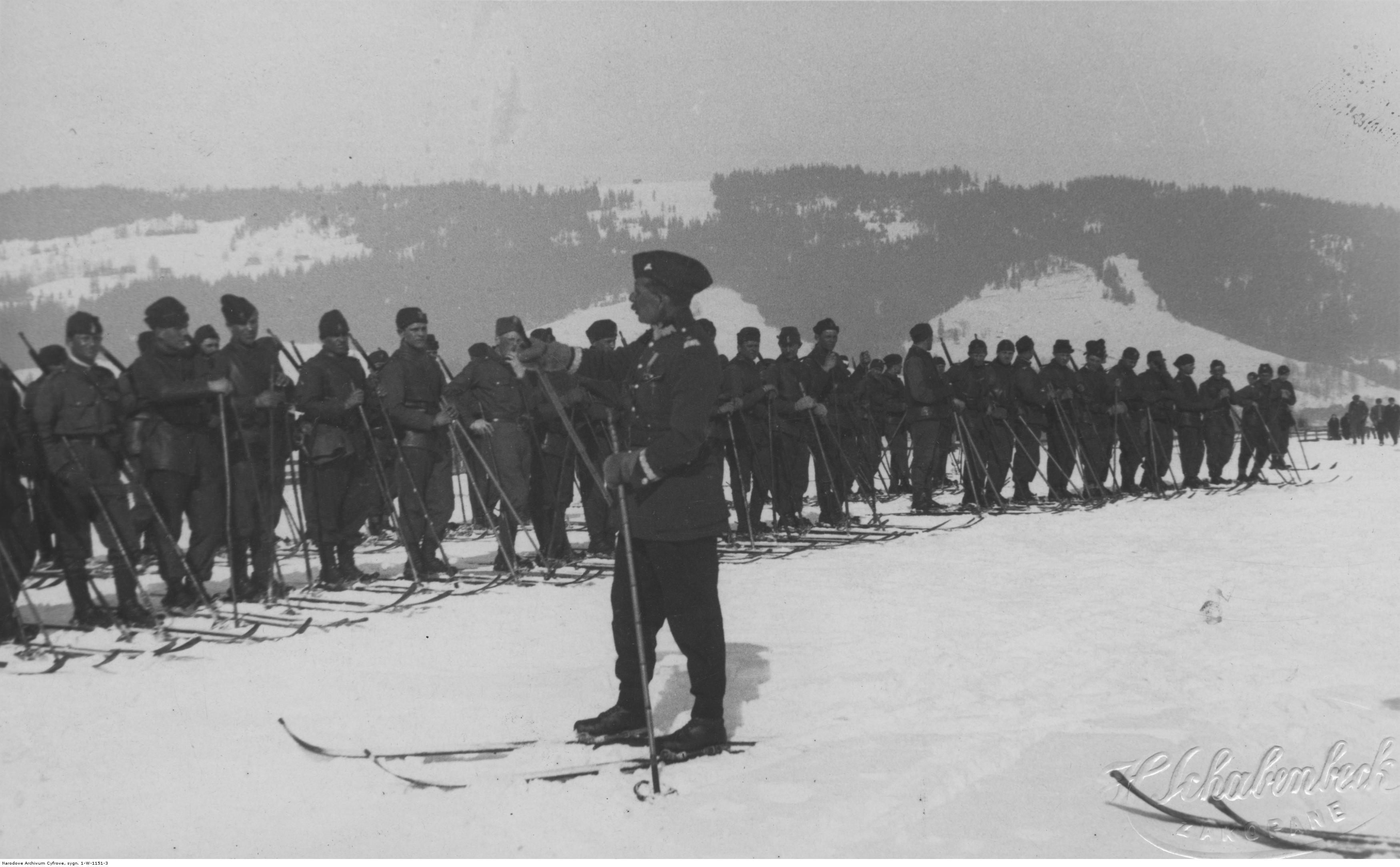
Szkoła wysokogórska przy 21 DP w Zakopanem - gen. bryg. Wacław Przeździecki omawia ćwiczenia

21 Dywizja Piechoty Górskiej pod dowództwem gen. bryg. Józefa Rudolfa Kustronia wchodziła w skład GO „Bielsko” (od 3 września pod nazwą GO „Boruta”) gen. Mieczysława Boruty-Spiechowicza w Armii „Kraków” z zadaniem obrony linii Cieszyn–Bogumin i osłony południowego skrzydła armii.
W dniach 1–2 września dywizja broniła się w rejonie Cieszyna przed atakami niemieckiego XVII Korpusu Armijnego gen. piech. Wernera Kienitza. Wieczorem 2 września planowano wykonać uderzenie na skrzydła niemieckiej 5 Dywizji Pancernej gen. por. Heinricha von Vietinghoffa, lecz nie doszło do tego i dywizja otrzymała rozkaz odwrotu w kierunku na Wadowice, podczas którego jej część uległa panice, atakowana przez dywersantów.
4 września kontynuowała odwrót nad Dunajec w kierunku Tarnowa, staczając zwycięski bój pod Krzywaczką i Mogilanami. Cofając się osłaniała południowy kierunek Armii „Kraków”, mając słabą styczność z wrogiem maszerowała trasą przez Pogórze Wielickie.
6 września pod Wiśniczem i Bochnią toczyła zacięte walki z siłami niemieckich 2 Dywizji Pancernej gen. por. Rudolfa Veiela i 4 Dywizji Lekkiej gen. mjr. Alfreda von Hubickiego.
7 września otrzymała rozkaz natychmiastowego marszu do przeprawy przez Dunajec pod Radłowem i Bobrownikami. Oddziały wojska przemieszane z ogarniętymi paniką tłumami cywilnych uciekinierów rozpoczęły powolny marsz do miejsc przepraw przez Dunajec, gdzie przeprawiała się także 6 Dywizja Piechoty. Na przygotowujące się do przeprawy oddziały uderzyły po południu pod Radłowem niemieckie czołgi. Zdecydowany kontratak ze strony 3 i 4 pułku strzelców podhalańskich pozwolił na czasowe utrzymanie Radłowa. 8 września w godzinach porannych rozpoczęły się także walki o utrzymanie przeprawy pod Biskupicami. Most w tym miejscu został wysadzony już w nocy z 7 na 8 września na wieść o zbliżających się niemieckich czołgach. Do bardzo krwawych walk doszło na drodze łączącej Radłów i Biskupice. Pozostające jeszcze na lewym brzegu przemieszane oddziały 21 DPG i 6 DP wycofały się na północ w kierunku Otfinowa, aby tam szukać nowych przepraw. 21 DPG udało się ostatecznie w sposób zorganizowany wycofać za Dunajec. W trakcie dwudniowych, krwawych walk o przeprawę przez Dunajec poległo 243 polskich żołnierzy, a około 700 zostało rannych. Niemcy, czując respekt w stosunku do 6 i 21 DP (stracili do 16 czołgów) nie nacierali w czasie odchodzenia polskich jednostek, ograniczając się do nękania ogniem artylerii.
11–12 września jednostka przeprawiła się przez San pod Jarosławiem. Po poważnych zmaganiach z przeważającymi siłami nieprzyjaciela i próbach zorganizowania obrony nad Sanem oddziały GO „Boruta” wycofały się za Tanew. 13 września jednostka wycofywała się po osi Księżpol – Płusy – Korczów – Cewków.
14 września rano znalazły się w rejonie Lubaczowa. 21 DPG liczyła wówczas około 3,5–4 tys. żołnierzy. Wieczorem tego dnia ruszyła w kierunku Oleszyce – Lubaczów – Cieszanów, aby przeciąć komunikację sił niemieckich działających od Tomaszowa Lubelskiego na Zamość. Do wykonania tego planu w zamierzony sposób jednak nie doszło. W wyniku opóźnienia wymarszu, a także pobłądzenia w lesie oddziały nie zajęły swoich nowych stanowisk.
W dniach 14–16 września dywizja uczestniczyła w walkach w rejonie Oleszyc, Futorów, Starego Dzikowa, Cewkowa, Ułazowa i Zabiały. Przez trzy dni powstrzymywała o wiele silniejszą niemiecką 45 Dywizję Piechoty gen. por. Friedricha Materny i część 28 Dywizji Piechoty gen. por. Hansa von Obstfeldera, znacznie odciążając 6 Dywizję Piechoty gen. bryg. Bernarda  Monda. W trakcie tych walk zginął, prowadząc żołnierzy do ataku, gen. Józef Kustroń, a dywizja została rozbita i 16 września jej resztki skapitulowały.

## Organizacja wojenna i obsada personalna w kampanii wrześniowej
Planowane Ordre de Bataille i obsada personalna 21 DPG w kampanii wrześniowej. W nawiasach podano nazwy jednostek mobilizujących oraz stanowiska służbowe oficerów dywizji zajmowane przed mobilizacją.
- Kwatera Główna 21 DPG
  - Dowództwo
    - dowódca dywizji – gen. bryg. Józef Rudolf Kustroń
    - dowódca piechoty dywizyjnej – wakat
    - dowódca artylerii dywizyjnej – płk dypl. Konstanty Kazimierz Ważyński (dowódca 21 pal)
    - oficer wywiadowczy – kpt. adm. (art.) Zygmunt Dregier[16]
    - dowódca saperów dywizyjnych – mjr Maksymilian Orłowski
    - dowódca kawalerii dywizyjnej – rtm. Zygmunt Marian Bergiel

  - Sztab
    - szef sztabu – ppłk dypl. piech. Zygmunt Pawłowicz
      - oficer operacyjny – kpt. dypl. Witold Wróblewski
      - dowódca łączności – mjr Józef Chebda
      - kwatermistrz – kpt. dypl. Jan Kaliński
      - szef intendentury – kpt. Kazimierz Krupiczka
      - szef taborów – rtm. Stanisław Stefan Łomnicki
      - szef służby sanitarnej – mjr dr Antoni Ostaszewski
      - szef służby weterynaryjnej – mjr lek. wet. Franciszek Szkuta
      - szef służby sprawiedliwości – mjr Jan Bolesław Zieliński
      - szef służby duszpasterskiej – starszy kapelan ks. Bronisław Nowyk
      - komendant Kwatery Głównej – kpt. rez. Józef Korbut

  - kompania gospodarcza – dowódca por. rez. Adam Lubowiecki
  - sąd polowy nr 21
  - poczta polowa nr 18

- 3 pułk strzelców podhalańskich – dowódca ppłk Julian Czubryt
- 4 pułk strzelców podhalańskich – dowódca ppłk dypl. Bronisław Warzybok
- 202 pułk piechoty rezerwowy – dowódca ppłk Zygmunt Piwnicki[a]
- 21 pułk artylerii lekkiej – dowódca ppłk Wojciech Pluta (I zastępca dowódcy 21 pal)
- 21 dywizjon artylerii ciężkiej – dowódca mjr Franciszek Szalek
- 21 batalion saperów – dowódca mjr Maksymilian Orłowski
- 21 bateria motorowa artylerii przeciwlotniczej typu „A” – dowódca kpt. Borys Godunow
- szwadron kawalerii dywizyjnej – dowódca rtm. Zygmunt Marian Bergiel
- kompania kolarzy nr 55 (4 psph) – ppor. Karol Radwański
- samodzielna kompania karabinów maszynowych i broni towarzyszącej nr 52 – dowódca por. Walerian Sendor
- kompania telefoniczna 21 DPG (kompania łączności 21 DPG w Cieszynie) – kpt. Tadeusz Adamko
- pluton łączności KG 21 DPG (jak wyżej)
- pluton radio 21 DPG (jak wyżej)
- drużyna parku łączności 21 DPG (jak wyżej)
- pluton pieszy żandarmerii nr 21
- kompania sanitarna nr 502 (5 SzO w Krakowie) – dowódca mjr dr med. Adam Hełczyński
- szpital polowy nr 502 (5 SzO w Krakowie) – komendant mjr dr med. Stanisław Augustyn
- polowa kolumna dezynfekcyjno-kąpielowa nr 502 (5 SzO w Krakowie)
- polowa pracownia bakteriologiczno-chemiczna nr 502 (5 SzO w Krakowie)
- polowa pracownia dentystyczna nr 502 (5 SzO w Krakowie)
- dowództwo grupy marszowej służb typ II nr 501 (5 dtab w Bochni)
  - kolumna taborowa parokonna nr 505 (5 dtab w Bochni)
  - kolumna taborowa parokonna nr 506 (5 dtab w Bochni)
  - kolumna taborowa parokonna nr 507 (5 dtab w Bochni)
  - kolumna taborowa parokonna nr 508 (5 dtab w Bochni)
- dowództwo grupy marszowej służb typ II nr 502 (5 dtab w Bochni)
  - kolumna taborowa parokonna nr 509 (1 pspodh w Nowym Sączu)
  - kolumna taborowa parokonna nr 510 (1 pspodh w Nowym Sączu)
  - kolumna taborowa parokonna nr 511 (4 pspodh w Cieszynie)
  - kolumna taborowa parokonna nr 512 (21 pal w Bielsku)
- pluton taborowy nr 21 (5 pac w Krakowie)
- warsztat taborowy (parokonny) nr 509 (21 pal w Bielsku)
- pluton parkowy uzbrojenia  nr 502 (21 pal w Bielsku)
- park intendentury nr 502 (1 pspodh w Nowym Sączu) – komendant kpt. Stanisław Wojtas

- Ośrodek Zapasowy 21 DPG w Nowym Sączu (1 psph)[b]
  - dowódca – ppłk Zygmunt Bezeg
  - kwatermistrz – mjr Jan Witowski
  - kompania podchorążych – dowódca kpt. Jan Mędala
  - I batalion – dowódca kpt. Jan Kuczek
  - II batalion – dowódca mjr Wacław Bobkiewicz
  - III batalion – dowódca mjr Adam Gruda

### Żołnierze Dywizji (w tym OZ) – ofiary zbrodni katyńskiej
Biogramy zamordowanych znajdują się na stronie internetowej Muzeum Katyńskiego
| Nazwisko i imię | stopień              | zawód             | miejsce pracy przed mobilizacją         | zamordowany |
| --------------- | -------------------- | ----------------- | --------------------------------------- | ----------- |
| Dietrich Edward | kapitan              | żołnierz zawodowy | (e)                                     | Charków     |
| Faleński Paweł  | podporucznik         | żołnierz zawodowy |                                         | Charków     |
| Patek Władysław | podporucznik rezerwy | urzędnik          | Państwowy Monopol Tytoniowy w Warszawie | Charków     |

## Odtworzenie dywizji w ramach Armii Krajowej
Pierwszą próbę odtworzenia struktur dywizji podjął płk Aleksander Stawarz, dowódca 2 Brygady Górskiej. Zorganizował Dywizję Podhalańską w Konspiracji, która w roku 1940, w południowej części Krakowskiego liczyła kilkuset żołnierzy.
W wyniku przeprowadzania akcji odtwarzania przedwojennych jednostek wojskowych w 1944 powstała 21 Dywizja Piechoty AK, w skład której wchodził 1 pułk strzelców podhalańskich AK (Okręg Kraków).